# Culex ameliae
Culex ameliae är en tvåvingeart som beskrevs av Casal 1967. Culex ameliae ingår i släktet Culex och familjen stickmyggor. Inga underarter finns listade i Catalogue of Life.